# Нюргун Боотур (опера)
Нюргун Боотур (якут. Ньургун Боотур) — якутская опера М. Н. Жиркова и Г. И. Литинского про одноимённого персонажа эпоса олонхо.

## История создания
Опера основана на музыкально-драматическом спектакле «Нюргун Боотур Стремительный» (якут. Дьурулуйар Ньургун Боотур) по одноимённому олонхо, поставленному в 1940 году. Музыкальный и фольклорный материал для оперы предоставил олонхосут У. Г. Нохсоров (1907—1951), исполнявший роль богатыря Айыы Дьурагастая в спектакле.